# Brill–Zinsser sjukdom
Brill-Zinser sjukdom kallas förnyade utbrott av tyfus som inträffar flera år efter det ursprungliga utbrottet. Patienter med denna sjukdom har antingen fått tyfus vid ett tidigare tillfälle eller bott i ett område där sjukdomen förekommit.
När immunförsvaret är nedsatt kan organismer som har stannat kvar i kroppen aktiveras, vilket leder till ett nytt utbrott av tyfus. Sjukdomen kan inträffa oavsett årstid eller geografiskt område, samt utan förekomsten av infekterade klädlöss. Löss som parasiterar på den drabbade kan dock få och överföra smittan.
Symptomen på Brill-Zinsser sjukdom är för det mesta lindriga och påminner om symptomen på tyfus. Dödligheten för patienter som insjuknar i denna sjukdom är lika med noll.